# El Álamo (Madrid)
El Álamo ist eine zentralspanische Gemeinde (municipio) mit 10.430 Einwohnern (Stand: 2024) im Süden der Autonomen Gemeinschaft Madrid. 

## Lage
El Álamo liegt im Süden der Gemeinschaft Madrid und grenzt an Kastilien-La Mancha. Sie grenzt im Norden und Westen an Navalcarnero, im Osten an Batres und im Süden an Casarrubios del Monte, letztere gehört zur Provinz Toledo. 

## Geschichte
Die Ländereien um den Guadarrama-Fluss wurden 1085 von König Alfons VI. von León erobert, wobei die Araber von den Christen aus dem heutigen Villaviciosa de Odón (ehemals Calatalita) und dem Flussgebiet der Alberche vertrieben wurden. Mit dieser Ansiedlung sahen die Segovianer wirtschaftliche Vorteile in der Besetzung des südlichen Bereichs der Berge von Madrid. Das Gebiet, auf dem sich die Gemeinde heute befindet, wurde in die Gemeinde Villa y Tierra de Segovia eingegliedert. Das Sexmo von Casarrubios del Monte wurde im 14. Jahrhundert von Segovia abgetrennt, als Alfons XI. von Kastilien es dem Adligen Alfonso de la Cerda schenkte. Mehr als ein Jahrhundert lang ging seine Regierung durch die Hände mehrerer Familien des kastilischen Adels. Im Jahr 1469 schenkte Enrique IV. die Stadt Casarrubios seiner Schwester, der damaligen Infantin Isabella, der späteren Königin von Spanien. Während ihrer Herrschaft schenkte Isabel die Ländereien von Casarrubios an Gonzalo Chacón, als Belohnung für seinen Dienst an der Krone. Eingerahmt in die Herrschaft von Chacón, am Rande der Straße nach Extremadura, lag die Venta de Toribio Fernández Montero. Es war der Herr selbst, der sie in El Álamo umbenannte.

## Bevölkerungsentwicklung
| 1842 | 1900 | 1950 | 1981 | 1991 | 2001 | 2011 |
| ---- | ---- | ---- | ---- | ---- | ---- | ---- |
| 437  | 834  | 1366 | 1695 | 2919 | 4973 | 8687 |